# Мадає-Старі
Мадає-Старі (пол. Madaje Stare) — село в Польщі, у гміні Далікув Поддембицького повіту Лодзинського воєводства.
Населення — 38 осіб (2011).
У 1975-1998 роках село належало до Серадзького воєводства.

## Демографія
Демографічна структура станом на 31 березня 2011 року:
|          | Загалом | Допрацездатний вік | Працездатний вік | Постпрацездатний вік |
| -------- | ------- | ------------------ | ---------------- | -------------------- |
| Чоловіки | 19      | 2                  | 15               | 2                    |
| Жінки    | 19      | 3                  | 11               | 5                    |
| Разом    | 38      | 5                  | 26               | 7                    |